# Erlang, Hechuan
Erlang (kinesiska: 二郎) är en köping i sydvästra Kina. Den ligger i stadsdistriktet Hechuan i storstadsområdet Chongqing, omkring 110 kilometer nordväst om det centrala stadsdistriktet Yuzhong. Antalet invånare är 17 295. Befolkningen består av 8 308 kvinnor och 8 987 män. Barn under 15 år utgör 17,0 %, vuxna 15-64 år 68 %, och äldre över 65 år 14,0 %.